# Kościół św. Maksymiliana Kolbego w Nowem
Kościół świętego Maksymiliana Kolbego – rzymskokatolicki kościół filialny należący do parafii św. Mateusza Apostoła w Nowem nad Wisłą.

## Historia
Świątynia została wzniesiona w połowie XIV wieku, natomiast nakryta sklepieniem palmowym krypta pod prezbiterium już wcześniej, bo w 1311 roku. W XVII i XVIII wieku, oraz w latach 1902-1903 kościół został przebudowany. 
Budowla pierwotnie należała do franciszkanów. W XV wieku świątynia została przejęta przez bernardynów, którzy, oprócz lat 1542-1604, gdy kościół był we władaniu protestantów, byli jego właścicielami aż do kasaty zakonu w 1810 roku. Od 1846 roku budowla należała do nowskiej gminy ewangelickiej, w 1899 spłonęła podczas pożaru miasta. Obecnie świątynia należy ponownie do katolików. 

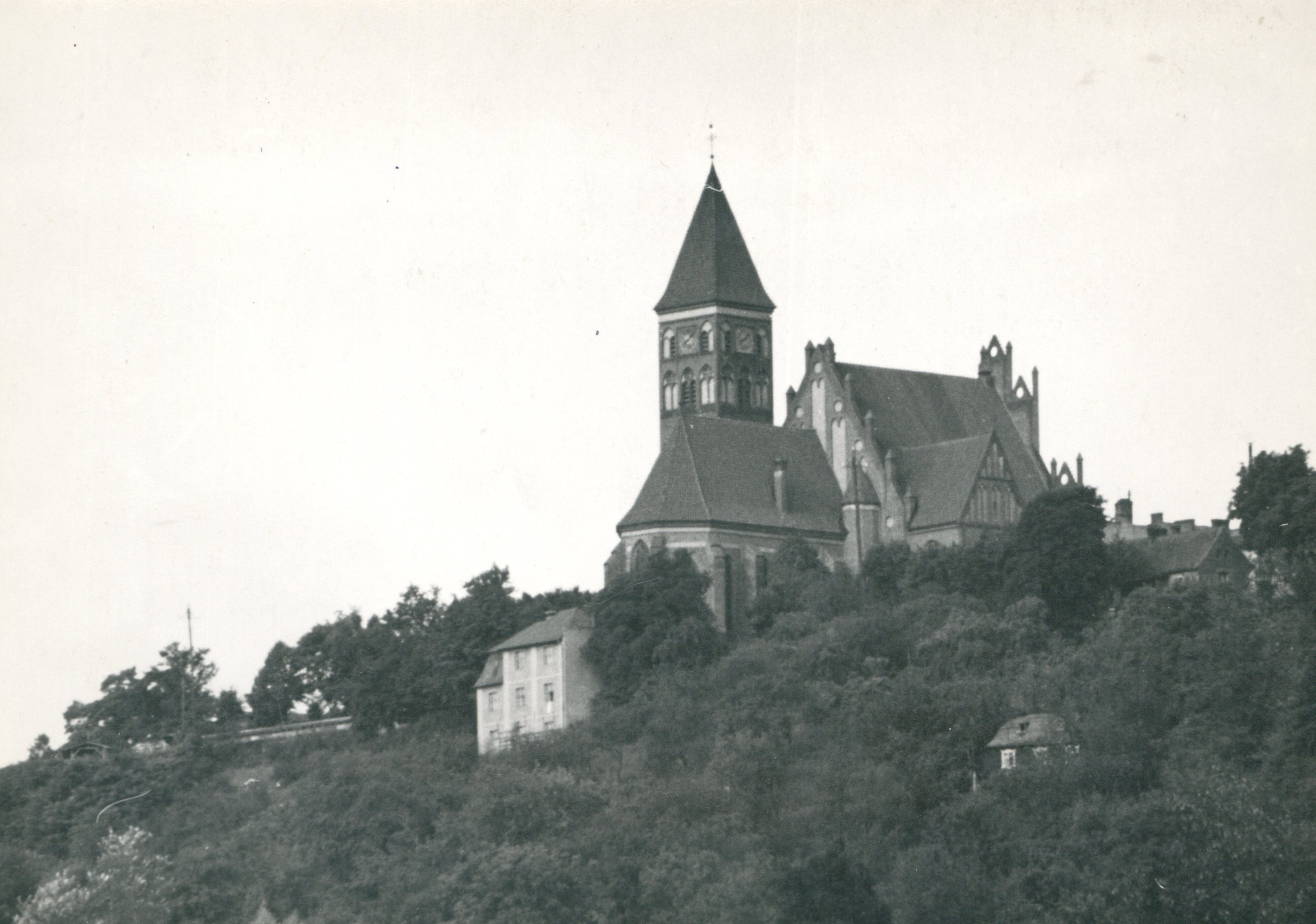
Kościół w latach 30. XX w.
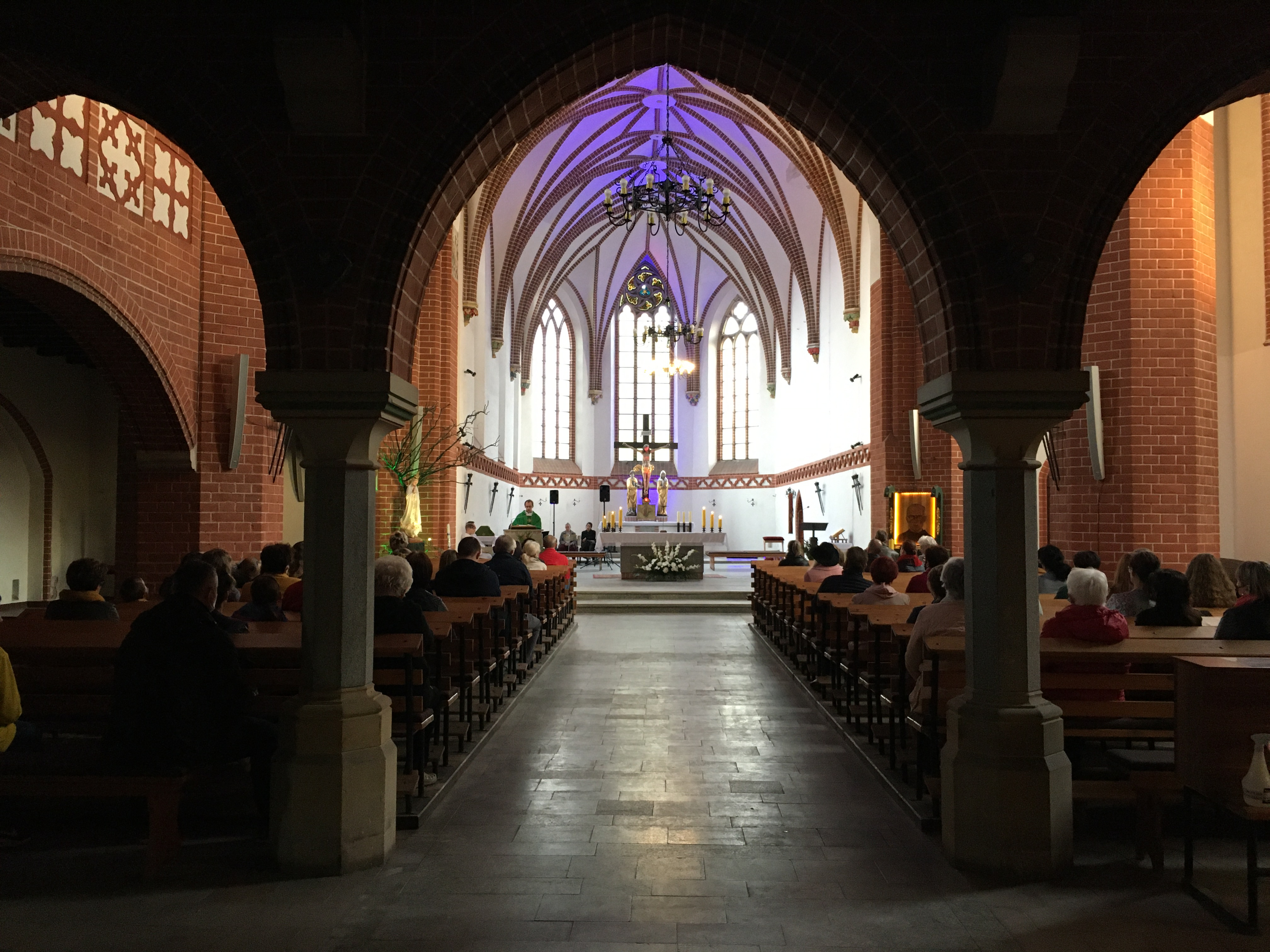
Wnętrze świątyni